# アントーニオ・フラゴーソ
アントーニオ・デ・リマ・フラゴーソ（António de Lima Fragoso, 1897年6月17日 - 1918年10月13日）は、ポルトガルの作曲家、ピアニスト。

## 経歴
ポカリサの生まれ。幼少時より、叔父のアントニオ・ドス・サントス・トビンのもとで音楽の基礎を学ぶ。その後、オポルトに移って親族のホセ・ドリベイラ・リマに音楽理論を学び、エルネスト・マイアにピアノを師事した。
17歳の時には、リスボン音楽院に入学し、マルコス・ガリン、トマス・ボルタ、ルイス・デ・フレイタス・ブランコの各氏に和声法やピアノなどを学び、1918年には優秀な成績で音楽院を卒業した。
音楽院在学中より、ピアニストとして活動し、フェルナンド・カブラルとデュオを組むなどしたが、インフルエンザをこじらせ、ポカリサの自宅で21歳の生涯を閉じた。